# Tetraponera carbonaria
Tetraponera carbonaria é uma espécie de formiga do gênero Tetraponera, pertencente à subfamília Pseudomyrmecinae.